# زرشک سپنتا
زرشک سپنتا (نام علمی: Berberis ilicifolia) نام یک گونه از سرده زرشک است.